# ルイス・マヌエル・ゴンサルヴェス・シルヴァ
レコ（Reko）こと、ルイス・マヌエル・ゴンサルヴェス・シルヴァ（Luís Manuel Gonçalves Silva 、1995年7月25日 - ）は、ポルトガル・バルセロス出身のプロサッカー選手。FCペナフィエル所属。ポジションは、ミッドフィールダー。